# Rocket Arena (Cleveland)
Le Rocket Arena  (auparavant Gund Arena, Quicken Loans Arena ou Rocket Mortgage FieldHouse, surnommé The Q) est une salle omnisports située dans le centre de Cleveland, Ohio. C'est le plus grand amphithéâtre de l'état de l'Ohio. Avec le Progressive Field, elle fait partie du Gateway Sports and Entertainment Complex.
Depuis 1994, c'est le parquet des Cavaliers de Cleveland de la National Basketball Association. C'est également le domicile des Monsters du lac Érié de la Ligue américaine de hockey et des Cleveland Gladiators de l'Arena Football League. La salle fut aussi le terrain de jeu des Lumberjacks de Cleveland de la Ligue internationale de hockey entre 1994 et 2001 et des Barons de Cleveland de la Ligue américaine de hockey entre 2001 et 2006. De 1997 à 2006, les Rockers de Cleveland de la Women's National Basketball Association ont évolué dans cette arène. L'aréna a une capacité de 20 562 places pour le basket-ball, 18 926 places pour le hockey sur glace, et dispose de 92 suites de luxe ainsi que 2 000 sièges de club. Le Gateway North Garage et Gateway East Garage sont deux parkings à étages qui peuvent contenir 3 300 véhicules et qui sont reliés à la salle par des passerelles couvertes. En plus, environ 17 000 places de stationnement sont disponibles dans les alentours.

## Histoire
C'est le 27 avril 1992 que la première pierre de la Gund Arena est posée et que les travaux ont commencé. Deux années plus tard, le 17 octobre 1994, a lieu l'inauguration officielle de la salle avec un concert de Billy Joel. Les Cavaliers ont joué le premier match dans leur nouvelle maison quelques semaines plus tard. La salle est possédée par Gateway Economic Development Corporation, qui la loue aux Cavaliers. Le bâtiment porta le nom de Gund Arena, en l'honneur de Gordon Gund qui est l'ancien propriétaire des Cavaliers de Cleveland et qui avait payé $14 millions de dollars pour les droits d'appellation sur 20 ans. Depuis 2005, la salle est appelée Quicken Loans Arena car l'homme d'affaires Dan Gilbert, propriétaire de l'entreprise de crédit immobilier « Quicken Loans », a racheté les Cavaliers de Cleveland et le bâtiment.
L'arène a été construite pour remplacer le désuet Coliseum at Richfield, qui était trop vieux et mal situé à Akron. L'édifice fait partie du Gateway Project pour revitaliser le centre-ville de Cleveland, la salle et le Jacobs Field ont été financés avec une taxe sur l'alcool et le tabac. La Salle fut élaborée pour un coût de $152 millions de dollars. Elle a été conçue par les architectes de la firme Ellerbe Becket. Pendant l'été 2005, le propriétaire des Cavaliers, Dan Gilbert, a fait rénover l'arène avec de nouveaux sièges, un nouveau tableau d'affichage video à la pointe de la technologie puis l'amélioration des suites, du système vidéo et acoustique.
On a annoncé le 16 mai 2006 que les Grizzlies de l'Utah se déplaceraient à Cleveland après l'achat de la franchise par Dan Gilbert, propriétaire de l'équipe de basket-ball des Cavaliers de Cleveland. Le 25 janvier 2007, le nom de l'équipe a été annoncé en tant que Lake Erie Monsters.
La salle est occupée en moyenne 250 jours par an. Tous les ans, la Quicken Loans Arena accueille près de 1,5 million de visiteurs qui assistent à environ 200 événements comprenant les matches de basket des Cavaliers, les concerts, les expositions et tous les événements sportifs. Elle est une des plus accessibles en termes de prix, et 60 % des places sont situées dans la première ceinture. Pionnière en termes d'informatisation de l'information (stats en temps réel, ralentis...), près d'un tiers de son coût a été consacré aux 5 écrans géants et à l'acoustique.

## Événements
- Concert de Billy Joel, 17 octobre 1994
- WWE SummerSlam 1996, 18 août 1996
- NBA All-Star Game 1997, 9 février 1997
- WWE No Mercy, 17 octobre 1999
- Mid-American Conference basket-ball tournament (NCAA), depuis 2000
- United States Figure Skating Championships, 2000 et 2009
- WWF InVasion, 22 juillet 2001
- WWE Survivor Series 2004, 14 novembre 2004
- Final Four basket-ball NCAA féminin, avril 2007
- NBA Finals (match 3 et 4), 12 et 14 juin 2007
- WWE Unforgiven, 7 septembre 2008
- Concert d'AC/DC, 5 janvier 2009
- Concert de Lady Gaga le 27 avril 2011. S'ensuivent les concerts du 18 mai 2014 pour sa tournée artRAVE : The ARTPOP Ball et le 23 août 2017 pour The Joanne World Tour
- Concert de Madonna (The MDNA Tour), 10 novembre 2012
- Raw du 27 janvier 2014
- Concert de Demi Lovato (The Neon Lights Tour), 27 mars 2014
- TLC: Tables, Ladders and Chairs (2014), 14 décembre 2014
- Fastlane (2016), 21 février 2016
- Fastlane (2019), 10 mars 2019
- Concert de Madonna (The Celebration Tour), le 8 février 2024

## Galerie

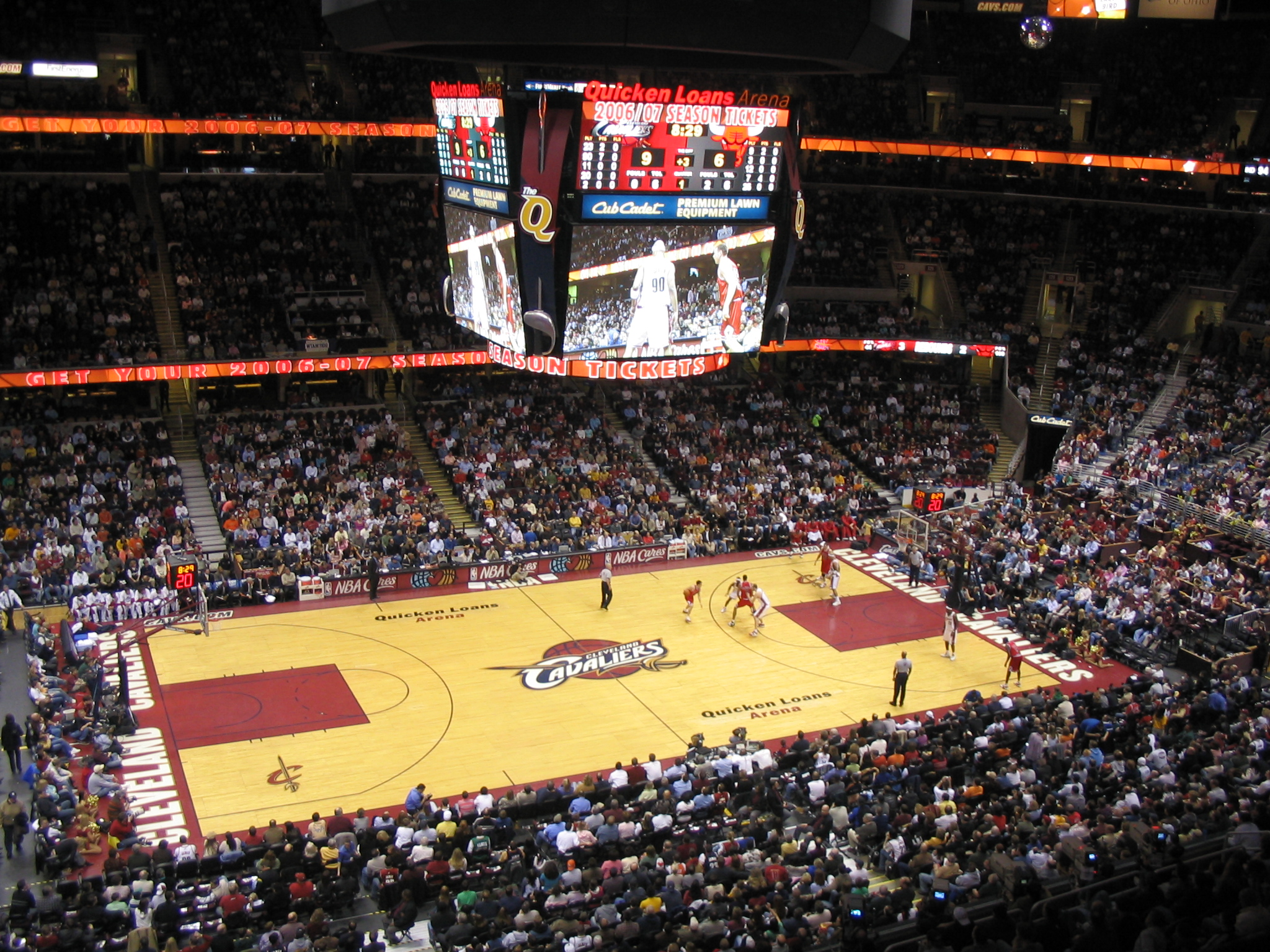
Parquet des Cavs
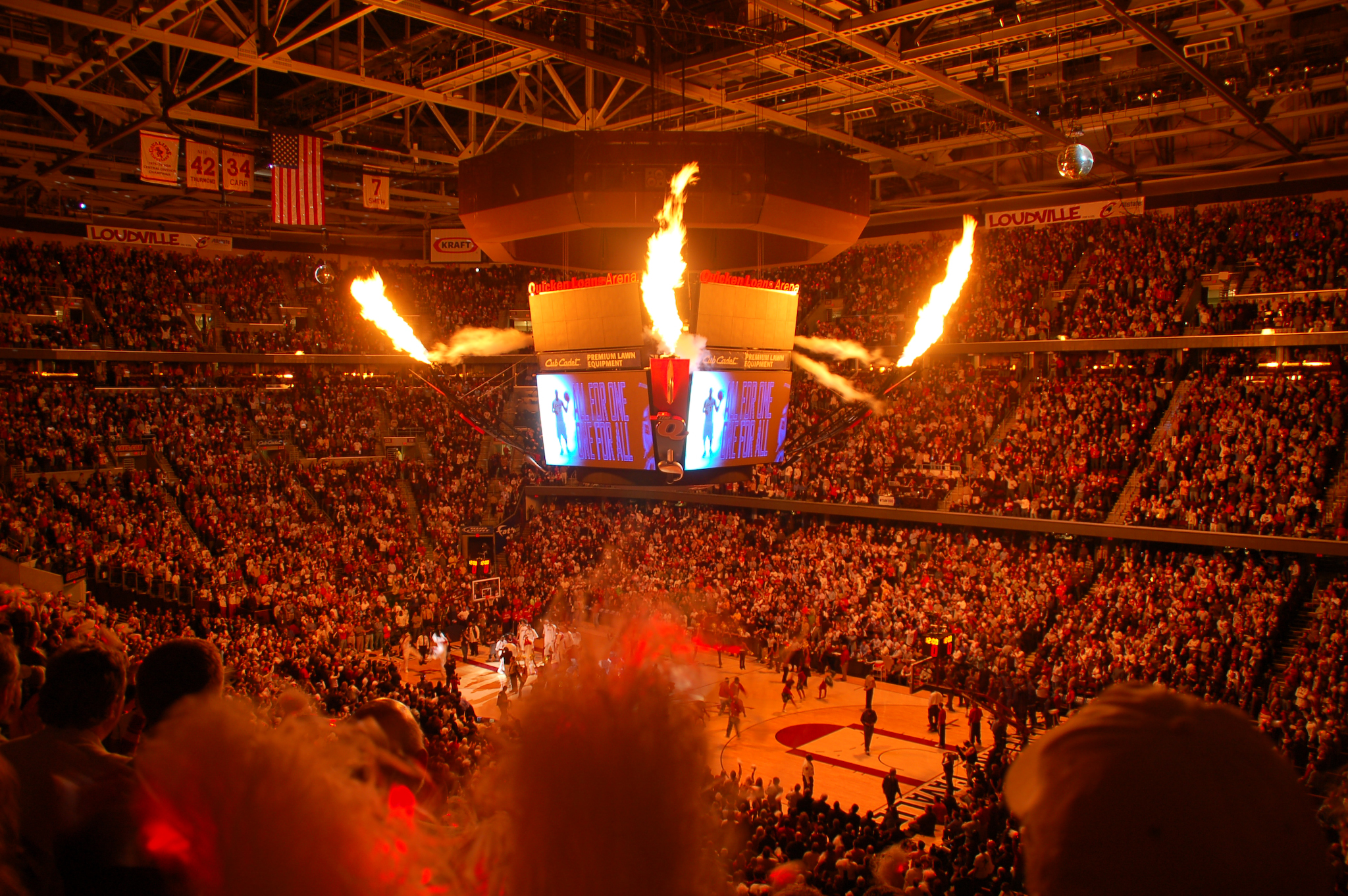
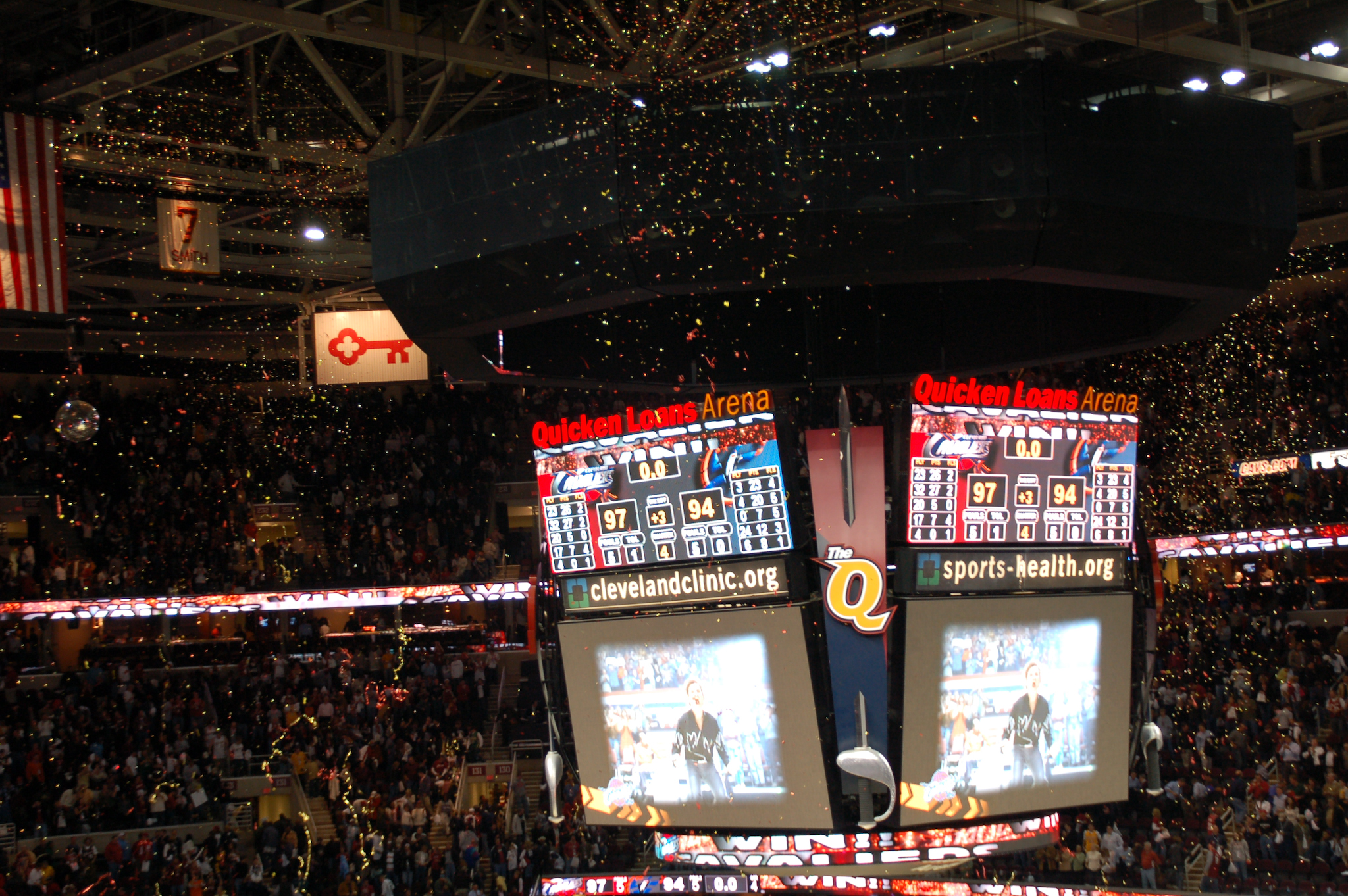
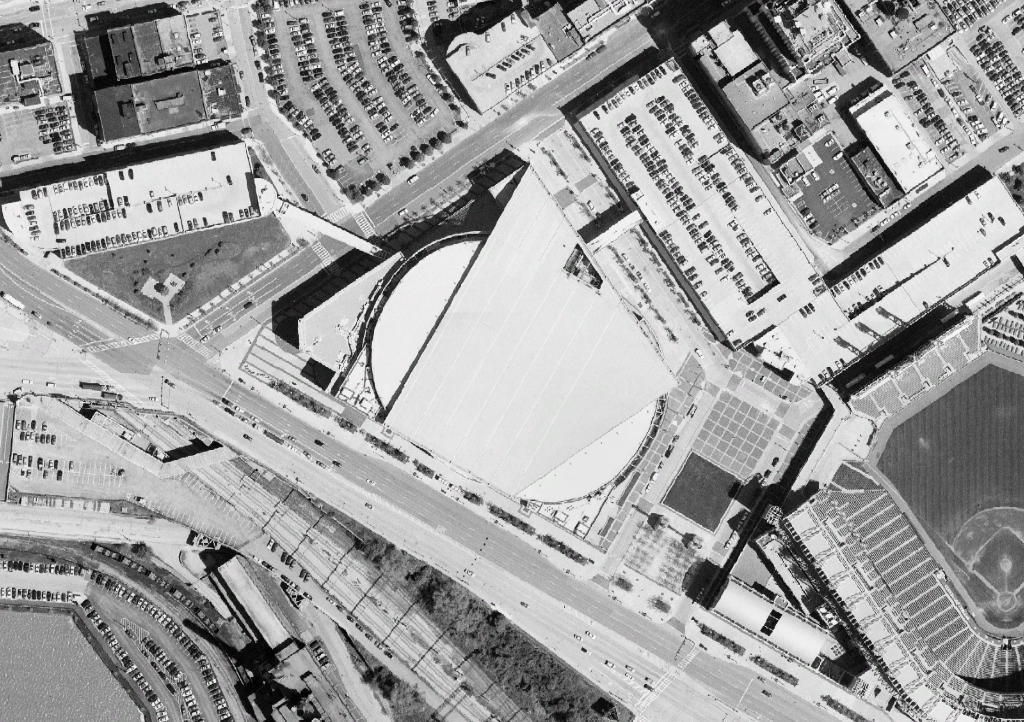
Image satellite
Logo